# Alcea flavovirens
Alcea flavovirens là một loài thực vật có hoa trong họ Cẩm quỳ. Loài này được (Boiss. & Buhse) Iljin mô tả khoa học đầu tiên năm 1949.